# Новорогожская улица
Новорого́жская у́лица — улица в центре Москвы в Таганском районе между Рогожским Валом и Нижегородской улицей.

## Происхождение названия
Названа по близости к улице Рогожский Вал. До 1922 года — Нижегородский Лесной Ряд. Здесь находились лесные торговые склады, товар для которых разгружался на старом Нижегородском вокзале.

## Описание
Новорогожская улица начинается от Рогожского Вала, проходит на юго-восток, пересекает Ковров переулок, слева к ней примыкает Рабочая улица, выходит на Нижегородскую улицу перед пересечением последней с Третьим транспортным кольцом.

## Здания и сооружения
По нечётной стороне:
- № 5 — Жилой дом. Здесь жил лингвист С. А. Старостин[2]. В доме расположена детская библиотека № 140.
- № 9/11 — школа № 455;
- № 29 — Институт технико-экономических изысканий и проектирования железнодорожного транспорта Гипротранстэи (Российские железные дороги); Российский профсоюз железнодорожников и транспортных строителей;

По чётной стороне:
- № 4 - дом (2017)
- № 18 — школа № 396;
- № 22 — Желдорстрой; Желдоральянс;
- № 34 — детская поликлиника № 100 ЦАО.
- № 38 — В доме жил актёр В. А. Титов